# Spieringachtigen
De spieringachtigen (Osmeriformes) vormen een orde binnen de straalvinnige vissen. De orde omvat vier families en ongeveer 42 soorten.

## Kenmerken
Bijna alle spieringachtigen leven in zoet water, maar vele zijn anadroom en worden in gematigde oceanen wereldwijd aangetroffen.

## Taxonomie
De orde wordt als volgt ingedeeld:
- Spieringen (Osmeridae)
- Plecoglossidae
- Nieuw-Zeelandse snoekforellen (Retropinnidae)
- Salangidae